# Université Prince Sattam Bin Abdulaziz
L'université Prince Sattam Bin Abdulaziz, anciennement connue sous le nom d'université Prince Salman Bin Abdulaziz ou université d'Al-Kharj, est une université saoudienne située dans la ville d'Al Khardj, en Arabie saoudite. Elle est placée sous la tutelle du ministère de l'Enseignement supérieur d'Arabie saoudite et géré par le recteur de l'université, Abdulaziz Abdullah Alhamid.

## Historique
L'université a été créée par décret royal en 2007 pour transférer une branche de l'Université du Roi-Saoud à Al-Kharj afin de former une université indépendante appelée l'Université d'Al-Kharj, avec l'adhésion de tous les collèges du saih, Dalam, Wadi dawaser, Hawtat Bani Tamim, Aflaj et Alhareeq. Le 23/10/1432 (calendrier musulman), le nom de l'université a été modifié par un décret royal en université du prince Salman bin Abdulaziz. Depuis le début de 1436-2015, son nom est devenu l'Université Prince Sattam bin Abdulaziz (PSAU).

## Administration universitaire
- Bureau du recteur d'université

### Agences
- Vice rectories.
- Vice-rectorat des affaires étudiantes.
- Vice-rectorat de l'éducation et des affaires académiques
- Vice-rectorat du développement et de la qualité
- Vice-rectorat des études supérieures et de la recherche scientifique.
- Vice-rectorat des branches

### Doyens
- Doyen de l'année préparatoire
- Doyen de la recherche scientifique
- Doyen des ressources humaines
- Doyen du développement et de la qualité
- Doyen des études supérieures
- Doyen des admissions et des inscriptions
- Doyen des affaires étudiantes
- Doyen de l'informatique et de l'enseignement à distance
- Doyen des affaires de la bibliothèque
- Doyenne du service communautaire et de la formation continue.

## Collèges universitaires

### Collèges dans la ville de Seeh, gouvernorat d'Al-Kharj

#### Collège d'administration des affaires,
- département Marketing
- service de la comptabilité
- département de droit
- département des ressources humaines
- Département des systèmes d'information de gestion
- département de l'administration
- Département financier

#### Université de l'éducation. Université pédagogique,
- le département de langue arabe
- Département d'études humaines
- Département de maternelle
- Département des sciences de l'éducation
- Département des programmes d'études et des méthodes d'enseignement
- Département de psychologie
- Département de l'éducation spéciale

#### faculté de pharmacie,
- Département de pharmacie
- Département de pharmacognosie
- Département de pharmacie clinique
- Département de chimie pharmaceutique
- Département de pharmacologie

#### Collège de médecine humaine,
- Département des sciences médicales fondamentales
- Département de pédiatrie
- Département de médecine interne
- Département de chirurgie
- Département d'obstétrique et de gynécologie

#### faculté de médecine dentaire,
- Service de réparation dentaire
- Département de chirurgie buccale et maxillo-faciale et des sciences diagnostiques
- Département de prosthodontie
- Département de protection dentaire

#### Collège des sciences médicales appliquées,
- Département de physiothérapie et de rééducation sanitaire
- Département de radiologie et d'imagerie médicale
- Département des soins infirmiers
- Département des sciences de laboratoire médical
- Département de technologie biomédicale

#### Collège des Sciences et Humanités,
- Département de mathématiques
- département de physique
- la classe du chimique
- Département de Langue Anglaise
- Section de biologie

#### Collège communautaire,
- département informatique
- Département de Langue Anglaise
- Département d'administration des affaires

#### école supérieure d'architecture,
- Département de génie civil
- Département de l'Ingénierie Mécanique
- Département de génie électrique
- Département de génie industriel

#### Collège de génie informatique et des sciences.
- Département de génie informatique
- Département de génie logiciel
- Département d'informatique
- Département des systèmes d'information

### Collèges en dehors du gouvernorat d'Al-Kharj

#### Collège communautaire - Al Aflaj,
- Département d'administration des affaires
- Département des ventes
- Département de Langue Anglaise
- Département des dispositifs médicaux
- Département des soins infirmiers
- département informatique
- Département de mathématiques

#### Collège des Sciences et Humanités - Al Aflaj
- Département d'études islamiques
- Département d'administration des affaires
- Département de mathématiques
- département de physique
- la classe du chimique
- Département de Langue Anglaise
- le département de langue arabe
- service de la comptabilité
- Département d'informatique
- Collège d'éducation - Hawtat Bani Tamim,

#### Collège d'administration des affaires - Hawtat Bani Tamim,
- Département des systèmes d'information de gestion
- service de la comptabilité

#### Collège d'éducation - Al-Dalam,
- le département de langue arabe
- Département d'études islamiques
- Département d'économie domestique
- Département de mathématiques

#### Collège d'éducation - Wadi Al-Dawasir,
- Département de l'éducation spéciale
- Département d'économie domestique
- Département d'études islamiques
- Département des sciences de l'éducation
- Département de Langue Anglaise
- Département de langue arabe
- Département de maternelle

#### Collège des arts et des sciences - Wadi Al-Dawasir,
- Département d'informatique
- Département de mathématiques
- Département de langue et littérature anglaises
- Département de langue et littérature arabes

#### Collège d'ingénierie - Wadi Al-Dawasir,
- Département de génie électrique
- Département de l'Ingénierie Mécanique
- Département de génie informatique

#### Collège des sciences médicales appliquées - Wadi Al-Dawasir,
- Département des dispositifs médicaux
- Département de réadaptation médicale
- Département des services d'urgence et médicaux
- Département des sciences de la radiologie
- Département des laboratoires médicaux
- Département de la santé communautaire
- Département des sciences infirmières

#### Collège des sciences et des sciences humaines - As Sulayyil,
- Département de Langue Anglaise
- Département de langue arabe
- Département de mathématiques
- Département d'informatique
- Département d'administration des affaires
- Département d'études humaines

## Institut de recherche et de conseil
L'Institut de recherche et de conseil a été fondé sur la résolution du Conseil de l'enseignement supérieur no 62 du 5 décembre 2010. La résolution a été approuvée par le gardien des deux saintes mosquées, le premier ministre et le président de la dépêche de directive du Conseil de l'enseignement supérieur no 446 / M / B datée du 27 décembre 2010. En vertu de laquelle l'Institut a le droit de mener des études rémunérées, de fournir des services de conseil, scientifiques et de recherche pour tous les secteurs gouvernementaux et civils.

## Hôpital universitaire
L'hôpital Ubiversity comprend toutes les spécialités médicales et fournit ses services à travers 36 cliniques générales et spécialisées, en plus des cliniques masculines et féminines dans les collèges.

## Dotations Université Prince Sattam Bin Abdulaziz
Il s'agit d'un programme établi par l'Université Prince Sattam bin Abdulaziz, ce programme vise à renforcer le rôle de l'université dans l'activation des partenariats, le service communautaire et le développement, et à atteindre l'autosuffisance pour que les ressources de l'université soient autonomes, en tant que revenus de dotation. sont consacrés au soutien des activités et de la recherche et à la promotion de la recherche scientifique et des centres d'étude qui conduisent à l'amélioration du niveau universitaire Dans les classifications internationales et au renforcement des efforts de recherche et développement et de l'éducation, le soutien aux hôpitaux universitaires et à la recherche en santé pour traiter les maladies chroniques et mener des recherches bénéfiques pour l'humanité , et activer la relation entre l'université et la société.

### Incorporation
La mise en place des dotations de l'Université Prince Sattam bin Abdulaziz est passée par plusieurs étapes, à commencer par le système d'enseignement supérieur et l'autorité dévolue au Conseil de l'Université Prince Sattam bin Abdulaziz conformément à l'article n° (54 / B) du système d'enseignement supérieur édicté par le décret n° (M / 8) du 4 du mois Jumada Al-Akhir de 1414 AH concernant l'acceptation des dotations et leur disposition, puis vint la décision du Conseil universitaire de Rajab de l'année 1432 AH, lorsque le Conseil de l'Université Prince Sattam bin Abdul Aziz approuva à sa septième session pour l'année académique 1431/143 AH la création du Secrétariat des dotations universitaires et nomma le Dr Au mois de Chaaban 1436, la décision du président de l'université fut prise de former le comité fondateur des dotations universitaires.

### Objectifs de dotation
- Financer des bourses pour les étudiants nécessiteux et soutenir les domaines de la charité, de la charité, de la solidarité sociale et sanitaire dans la communauté universitaire et les gouvernorats qui la composent.
- Soutenir des projets de recherche qui abordent les problèmes des gouvernorats et servent leurs objectifs de développement.
- Développer les ressources humaines à l'université et attirer des énergies scientifiques, administratives et d'investissement de renom.
- Soutenir le budget opérationnel et de productivité à long terme au profit des générations futures.
- Développer les ressources propres de l'université pour stimuler la créativité, l'innovation et l'excellence de la performance.
- Financer l'infrastructure du processus éducatif de l'université dans toutes ses spécialisations.
- Soutenir les programmes de développement, stimuler et nourrir la créativité et le talent des étudiants et étudiantes.

## Classement universitaire
|            | Nationalement | arabe       | Asie               | Dans le monde |
| ---------- | ------------- | ----------- | ------------------ | ------------- |
| Étoiles QS | 15            | 81 à 90     | -                  | -             |
| Webométrie | 17            | -           | 72                 | 2982          |
| URAP       | 1 2           |             | 647                | 1 841         |
| UniRANK    | 14            | 37          |                    | 2 680         |
| SCImago    | 21            | Meilleur 60 | 110 (Moyen-Orient) | 730           |